# Józef Kunert

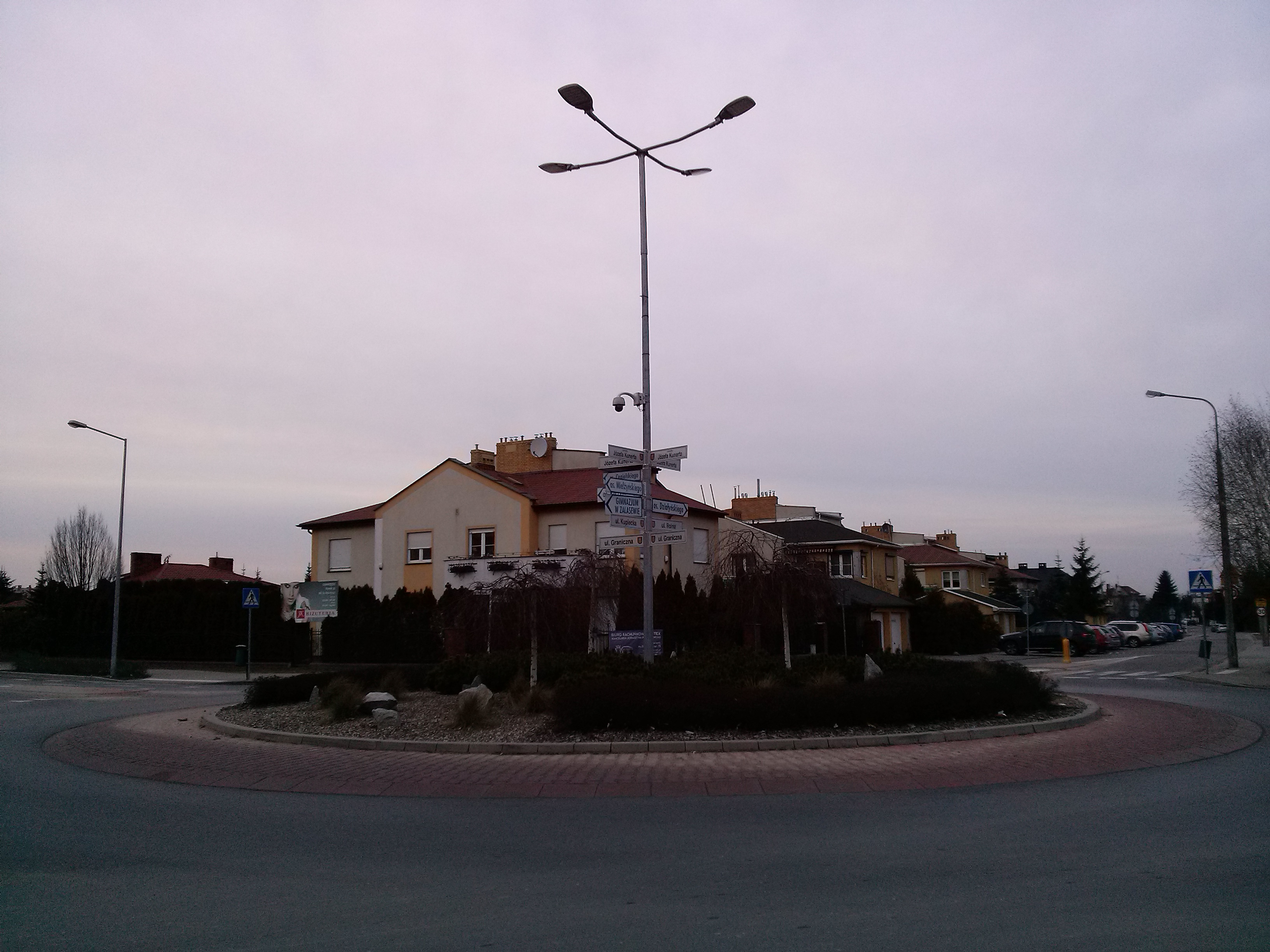
Rondo Józefa Kunerta w Swarzędzu

Józef Kunert (ur. 23 lutego 1901 w Bninie, zm. 15 lutego 1919 pod Grójcem Wielkim koło Babimostu) – uczeń, powstaniec wielkopolski.

## Życiorys
Rodzina Józefa Kunerta przeniosła się w 1914 r. z Bnina do Swarzędza, on zaś po ukończeniu szkoły powszechnej przygotowywał się do zawodu rzeźnika.
Na wieść o wybuchu powstania wielkopolskiego, zgłosił się na ochotnika do oddziałów powstańczych i 29 lub 30 grudnia 1918 wymaszerował ze Swarzędza w kierunku Poznania wraz z grupą około 40 ochotników, których skierowano na przeszkolenie i ćwiczenia do fortu Raucha na Śródce. Następnie, tak jak resztę grupy ze Swarzędza, przydzielono go do II Poznańskiego Batalionu Garnizonowego, który 12 lutego 1919 wyruszył transportem kolejowym do Wolsztyna na front zachodni, na obciążony walkami odcinek Kopanica-Grójec Wielki.
11 lutego 1919 Niemcy rozpoczęli kontrofensywę w okolicach Babimostu, który utracili 25 stycznia razem z Kargową (najdalszy zachodni zasięg powstania). Niemcy byli wspierani przez pociągi pancerne i lotnictwo i obie miejscowości powstańcy utracili 12 lutego. Następnie Niemcy podeszli aż pod wieś Grójec Wielki, wywiązała się intensywna walka, Niemcy ponieśli poważne straty, ale powstańcy również stracili 40 poległych, 70 rannych i 30 wziętych do niewoli i potrzebowali posiłków. Uwaga Niemców skierowana była na most na rzece Obrze.
15 lutego powstańcy chcieli okrążyć Niemców jednocześnie od północy od strony Nowej Wsi Zbąskiej i od południa od strony Jeziora Chobienickiego, a następnie zabezpieczyć most. Wskutek niedostatecznego rozpoznania napotkali jednak silny opór niemiecki i zarówno na jednym, jak i na drugim kierunku natarcia zalegli pod zaporowym ogniem. Na północnym kierunku 1 kompania, w której nacierał Kunert, zmuszona była się okopać. Następnie odparła pierwszy szturm Niemców, krótko potem Józef Kunert zginął w kolejnej wymianie ognia, śmiertelnie ranny w głowę. Niemcy, mając przewagę liczebną, zaczęli w następnym ataku zadawać ciężkie straty powstańcom, którym kończyła się już amunicja. Dowódca kompanii ppor. Edmund Krause, ranny w brzuch, nakazał poddanie się i popełnił samobójstwo. Ogółem w walkach pod Grójcem Wielkim po stronie polskiej poległo 32 powstańców, 35 było rannych, po stronie niemieckiej zginęło 40 żołnierzy a 70 zostało rannych.
16 lutego podpisano rozejm w Trewirze kończący powstańcze walki. Ostatecznie Grójec Wielki pozostał w granicach Polski, natomiast Babimost znalazł się po niemieckiej stronie granicy, która przebiegała między obiema miejscowościami.
Ciało Józefa Kunerta zostało z asystą powstańczą pochowane na cmentarzu przy ulicy Poznańskiej w Swarzędzu (kwatera I).

## Upamiętnienie
W 1933 Swarzędzkie Koło Związku Powstańców Wielkopolskich ufundowało nagrobek, który został zniszczony w roku 1939 przez okupanta. W roku 1958 nagrobek został odtworzony przez ZBoWiD. W 2006 nagrobek został odrestaurowany przez gminę Swarzędz.
Osoba Józefa Kunerta jest pierwowzorem postaci Józka w komiksie historycznym „Powstanie Wielkopolskie, Mieszkańcy Swarzędza w zwycięskim zrywie niepodległościowym 1918-1919”, wydanym w 2007 roku przez Urząd Miasta i Gminy Swarzędz.
Od 2016 roku imię Józefa Kunerta nosi rondo u zbiegu ulic Granicznej, Rolnej i Kupieckiej w południowej części Swarzędza.